# Mercedes-Benz OM615
La sigla Mercedes-Benz OM615 (o Daimler-Benz OM615) identifica una piccola famiglia di motori diesel prodotto dal 1968 al 1996 dalla Casa tedesca Daimler-Benz per il suo marchio automobilistico Mercedes-Benz.

## Profilo e caratteristiche

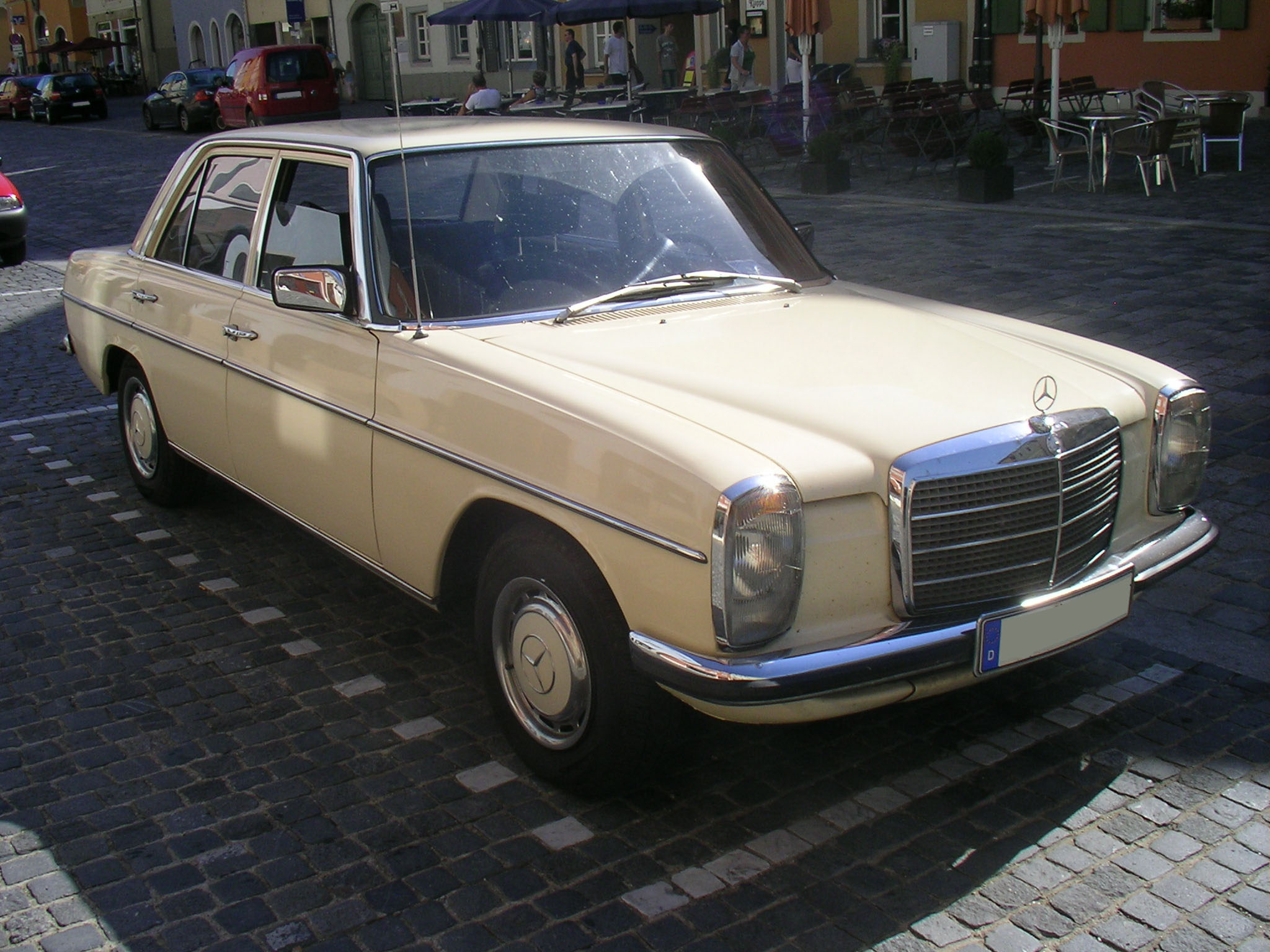
Una Mercedes-Benz 200D W115, primo modello ad utilizzare un motore OM615

Nel 1968, con l'introduzione del modello W115, la Casa tedesca effettuò una leggera rivisitazione della gamma propulsori, sia sul fronte dei motori a benzina, sia su quello dei motori a gasolio. Fino a quel momento, la gamma dei motori diesel previsti dalla Casa erano quelli appartenenti alla famiglia OM621, a loro volta derivanti dai motori M121 a benzina. 

Ai motori OM621 succedettero i motori OM615, strettamente imparentati con i primi, in particolare, la versione di base da 2 litri. Oltre che in questa versione, il motore OM615 è stato prodotto in versione da 2.2 litri, più una terza versione nota con la sigla OM616, quest'ultima da 2.4 litri. Sono inoltre esistite alcune varianti minori, utilizzate per veicoli commerciali, industriali o di tipo multiuso, come gli autocarri-fuoristrada della Unimog.

Questi motori hanno consolidato definitivamente la fama del marchio Mercedes-Benz nel campo dei motori diesel, che da quel momento divennero noti per la loro eccezionale robustezza, longevità ed affidabilità. In Europa solo la Peugeot seppe rivaleggiare all'epoca con la Casa tedesca nel campo dei motori a gasolio.

I due motori OM615 avevano le seguenti caratteristiche in comune:
- architettura a 4 cilindri in linea;
- monoblocco e testata in ghisa;
- alimentazione ad iniezione meccanica indiretta;
- pompa di iniezione a 4 pompanti;
- distribuzione ad un asse a camme in testa mosso da doppia catena;
- albero a gomiti su 5 supporti di banco.

Di seguito vengono illustrate più in dettaglio le caratteristiche dei due motori OM615 e del motore OM616.

### OM615D20
Questa sigla identifica il 2 litri OM615: tale motore è in pratica una leggera variante del 2 litri OM621 utilizzato fino a quel momento sulle autovetture Mercedes-Benz. Le differenze rispetto al 2 litri diesel precedente stanno sostanzialmente in un aggiornamento nei condotti di aspirazione e nella diversa posizione del filtro olio.

Del precedente 2 litri, questo motore riprende le caratteristiche dimensionali, vale a dire una cilindrata di 1988 cm³ derivante dalle sue misure di alesaggio e corsa (87x83.6 mm).
Sono esistite due varianti principali del 2 litri OM615, le cui caratteristiche sono riportate nella seguente tabella:
| Versione | Rapporto di compressione | Potenza CV/rpm | Coppia massima Nm/rpm | Applicazioni            | Anni di produzione |
| -------- | ------------------------ | -------------- | --------------------- | ----------------------- | ------------------ |
| 615.913  | 21                       | 55/4200        | 112.8/2400            | Mercedes-Benz 200D W115 | 1968-76            |
| 615.940  | 21.5                     | 55/4200        | 113/2400              | Mercedes-Benz 200D W123 | 1976-79            |
| 615.940  | 21.5                     | 60/4400        | 113/2500              | Mercedes-Benz 200D W123 | 1979-85            |

### OM615D22
Questa sigla identifica la versione da 2.2 litri del motore OM615. Questo motore, tra l'altro, deriva dal 2.2 litri OM621, che venne utilizzato parallelamente a questo nuovo 2.2 litri, ma per essere montato su veicoli commerciali e mezzi della Unimog per trasporti pesanti ed utilizzi di vario tipo. Il 2.2 litri, invece, è stato utilizzato inizialmente su autovetture: solo in un secondo momento, diversi anni dopo, ha trovato impiego anche su furgoni per il trasporto leggero. Tale versione nasce dall'allungamento della corsa del 2 litri OM615, corsa portata da 83.6 a 92.4 mm, per una cilindrata totale di 2197 cc.
Queste erano le caratteristiche ed applicazioni delle varianti del motore OM615D22:
| Variante | Rapporto di compressione | Potenza CV/rpm | Coppia Nm/rpm | Applicazioni            | Anni di produzione |
| -------- | ------------------------ | -------------- | ------------- | ----------------------- | ------------------ |
| 615.912  | 21                       | 60/4200        | 126/2400      | Mercedes-Benz 220D W115 | 1968-76            |
| 615.941  | 21.5                     | 60/4200        | 126/2400      | Mercedes-Benz 220D W123 | 1976-79            |

### OM616
Introdotto nel 1973, il motore OM616 (per esteso OM616D24) è la variante da 2.4 litri del motore OM615: tale aumento di cilindrata è stato ottenuto aumentando la misura dell'alesaggio, portato da 87 a 91 mm. Nel 1978, questa unità motrice ha conosciuto un lievissimo decremento di cilindrata, ottenuto nuovamente intervenendo sull'alesaggio, sceso di 0.1 mm. Sono esistiti quindi due motori OM61624, le cui caratteristiche ed applicazioni sono riportate nella seguente tabella:
| Versione | Alesaggio x Corsa | Cilindrata | Rapporto di compressione | Potenza CV/rpm | Coppia massima Nm/rpm | Applicazioni             | Anni di produzione |
| -------- | ----------------- | ---------- | ------------------------ | -------------- | --------------------- | ------------------------ | ------------------ |
| 616.916  | 91x92.4           | 2404       | 21                       | 65/4200        | 137/2400              | Mercedes-Benz 240D W115  | 1973-76            |
| 616.916  | 91x92.4           | 2404       | 21                       | 65/4200        | 137/2400              | Mercedes-Benz 240D W123  | 1976-78            |
| 616.912  | 90.9x92.4         | 2399       | 21.5                     | 72/4400        | 137/2400              | Mercedes-Benz 240D W123  | 1978-85            |
| 616.936  | 90.9x92.4         | 2399       | 21                       | 72/4400        | 137/2400              | Mercedes-Benz 240GD W460 | 1979-91            |

Dal motore OM616 è stato derivato il 3 litri OM617, dotato di un cilindro in più.

### Altri motori OM615/616
Come già accennato, sono esistite altre varianti dei motori OM615 ed OM616, entrambe da 2.5 litri. In particolare, le caratteristiche erano le seguenti:
| Versione  | Cilindrata | Potenza CV/rpm | Applicazioni  | Anni di produzione |
| --------- | ---------- | -------------- | ------------- | ------------------ |
| OM615 II  | 2456       | 45/3000        | Unimog 421/45 | 1968-88            |
| OM616 2.5 | 2465       | 52/3000        | Unimog 421/52 | 1970-88            |
| OM616 2.5 | 2465       | 60/3000        | Unimog 421/60 | 1971-88            |

I motori OM615 ed OM616 sono stati utilizzati fino a metà anni novanta anche su furgoni di taglia grande, come i vari Mercedes-Benz T1, T2 ed MB100.